# Django Tapilatu
Django Tapilatu (21 de julio de 1972) es un deportista neerlandés que compitió en taekwondo.
Ganó una medalla de bronce en el Campeonato Mundial de Taekwondo de 1991, en la categoría de –54 kg. Además, consiguió una medalla de bronce en los Juegos Mundiales de 1993.

## Palmarés internacional
| Campeonato Mundial | Campeonato Mundial | Campeonato Mundial | Campeonato Mundial |
| Año                | Lugar              | Medalla            | Categoría          |
| ------------------ | ------------------ | ------------------ | ------------------ |
| 1991               | Atenas (Grecia)    | Medalla de bronce  | –54 kg             |